# Megalomus australis
Megalomus australis is een insect uit de familie van de bruine gaasvliegen (Hemerobiidae), die tot de orde netvleugeligen (Neuroptera) behoort. 
Megalomus australis is voor het eerst wetenschappelijk beschreven door Gonzalez Olazo in 1993.